# Edward Poh
Edward Poh – urzędnik.
W latach trzydziestych XIX wieku rozpoczął karierę urzędniczą we Lwowie. Następnie pełnił funkcję komisarza w urzędzie okręgowym w Stryju, potem w Jaśle i Tarnowie, a w latach 1859–1865 starosty powiatowego w Rzeszowie. Honorowym obywatelem Rzeszowa został 29 lutego 1860 roku.